# Corethrodendron lignosum
Corethrodendron lignosum là một loài thực vật có hoa trong họ Đậu. Loài này được (Trautv.) L.R. Xu & B.H. Choi mô tả khoa học đầu tiên năm 2010.